# Dichiarazione del Cairo (1943)

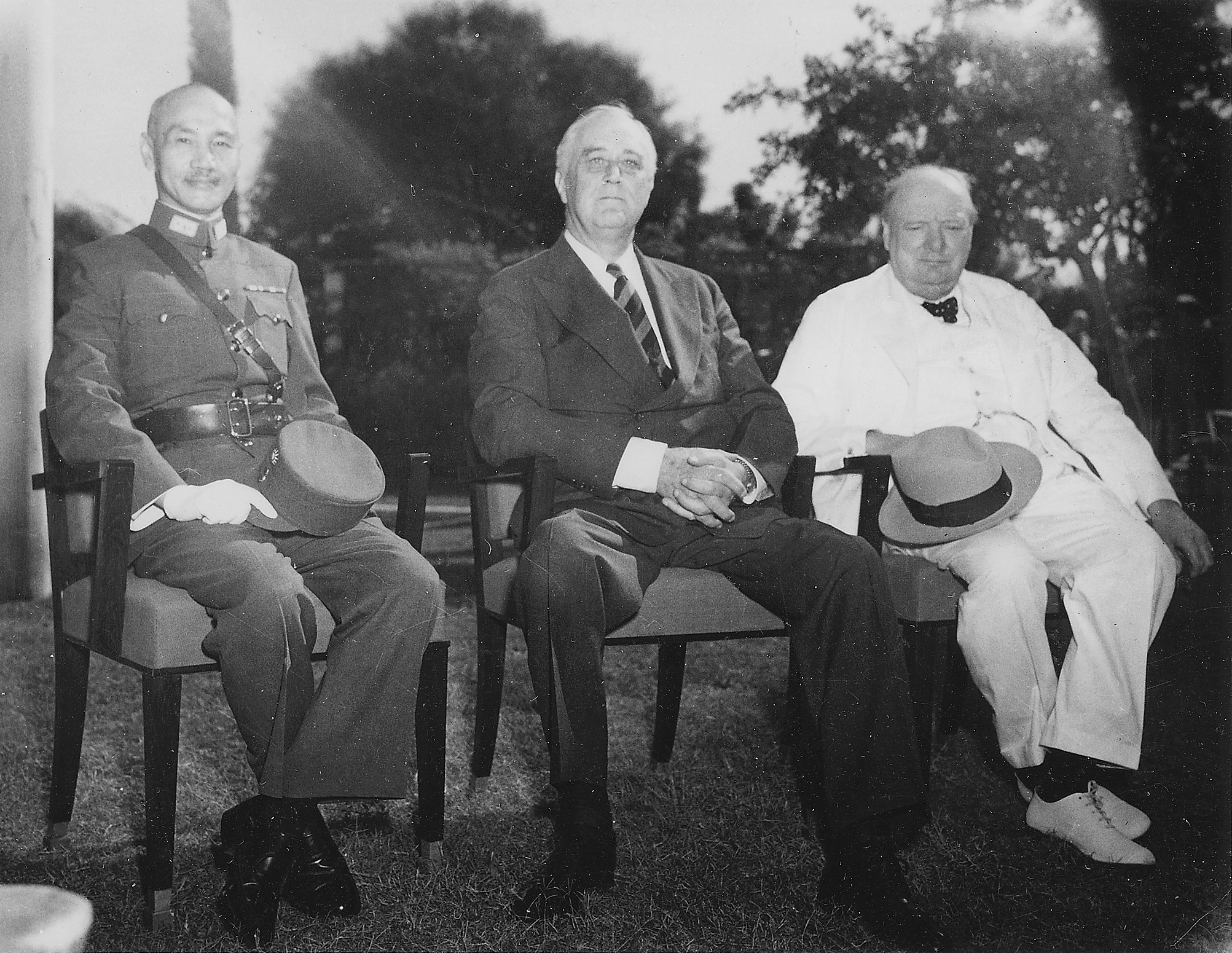
I governanti dei paesi Alleati dei teatri asiatico e pacifico che si incontrarono alla Conferenza del Cairo nel 1943: Chiang Kai-shek, Franklin Delano Roosevelt e Winston Churchill

La  dichiarazione del Cairo fu il risultato della Conferenza del Cairo, tenutasi nella capitale egiziana il 27 novembre 1943, che vide riunirsi il presidente statunitense Franklin Roosevelt, il Primo Ministro britannico sir Winston Churchill, ed il Generalissimo della Repubblica di Cina Chiang Kai-shek.
Il Cairo Communiqué venne trasmesso via radio il 1º dicembre seguente, e venne citato nella clausola numero 8 della Dichiarazione di Potsdam, ossia nella parte che riguarda l'Atto di resa giapponese.

## Punti principali
I concetti fondamentali del documento stabilivano che:
- i tre alleati stabilivano che avrebbero esercitato una pressione militare inarrestabile contro il Giappone fino alla sua resa senza condizioni;
- tutti i territori cinesi conquistati dal Giappone, ivi comprese la Manciuria, l'isola di Taiwan e le isole Pescadores sarebbero dovuti essere restituiti alla Repubblica di Cina;
- la Corea sarebbe divenuta libera ed indipendente.

## Disputa recente
I sostenitori dell'indipendenza di Taiwan sostengono che il documento fosse solo una semplice dichiarazione di intenti, un comunicato stampa non vincolante, tanto che il suo testo non si trova né negli archivi diplomatici ufficiali statunitensi, né in quelli giapponesi: ciò dimostrerebbe che la dichiarazione non era considerata alla stregua di un trattato fra le parti coinvolte.
Come sostenuto nel marzo 1972 sulle pagine del Yale Law Journal da Lung-chu Chen e W. M. Reisman, la Dichiarazione del Cairo non sarebbe quindi un documento legale, e pertanto né esso né la Dichiarazione di Potsdam possono statuire disposti legali circa lo status politico di Taiwan, e/o implicare il trasferimento di tale status alla Repubblica Popolare Cinese.
Per contro viene sostenuto che ciò che fornirebbe una valenza legale alla Dichiarazione del Cairo, non vincolante in sé stessa, sarebbe l'atto di resa giapponese, che stabiliva la volontà di Tokyo di dare attuazione alla Dichiarazione di Potsdam, la quale richiamava direttamente il documento del 1943.

## Testo della Dichiarazione
Conferenza del Cairo
novembre 1943,
Rilasciato 1 ° dicembre 1943
Le nostre numerose missioni militari sono giunte ad un accordo per le future operazioni contro il Giappone. I Tre Grandi Alleati hanno espresso la volontà di portare ai loro brutali nemici una pressione inarrestabile, per mare, terra ed aria. Questa pressione sta già montando.
I Tre Grandi Alleati stanno combattendo questa guerra per frenare e punire l'aggressione del Giappone. Essi non bramano guadagni per loro stessi, né pensano ad espansioni territoriali.
Il loro scopo è che il Giappone sia privato di tutte quelle isole che ha occupato o sequestrato fin dagli inizi della prima guerra mondiale nel 1914, e tutti i territori cinesi che i Giapponesi hanno invaso, come la Manciuria, Formosa e le Pescadores, saranno restituiti alla Repubblica Cinese.
Il Giappone sarà espulso anche da tutti quei territori che ha preso con violenza e avidità. Le tre suddette grandi potenze, memori della riduzione in schiavitù del popolo di Corea, sono determinate che a tempo debito la Corea diverrà libera ed indipendente.
I tre alleati con questi scopi in mente, in armonia con quelli delle Nazioni Unite in guerra con il Giappone, continueranno a perseverare in importanti e prolungate operazioni necessarie per portare alla resa incondizionata del Giappone.